# 동정초등학교
동정초등학교는 대한민국 전라북도 부안군 주산면 화봉길 8-30 (동정리)에 있었던 초등학교이다.

## 연혁
- 1962년 5월 24일 설립인가
- 1962년 11월 14일 주산국민학교 동정분교장 개교
- 1963년 11월 28일 동정초등학교로 승격
- 1985년 9월 1일 병설유치원 개원
- 1996년 3월 1일 동정초등학교로 개칭
- 1999년 9월 1일 폐교(주산초등학교로 통합)

## 폐교 이후
폐교 이후, 해당 부지에는 송산효도마을(링크)이 2005년에 개원하였다.